# ريوكيغوت
ريوكيغوت (بالإنجليزية: Riociguat)‏ هو دواء يُستعمل في علاج:
- فرط ضغط الدم الرئوي (منذ 8 أكتوبر 2013)[10]

## دوره
يلعب هذا الدواء دورًا في علاج الأمراض كونه:
- منشط إنزيم